# عمرو دياب
عمرو عبد الباسط عبد العزيز دياب (مواليد 11 أكتوبر 1961) والمعروف باسمه الفني عمرو دياب، ولقبه الهضبة، هو مغني، وملحن، وممثل مصري. يُعد واحدًا من أشهر المغنيين في الوطن العربي، حيث حققت ألبوماته مبيعات هائلة، وتُرجمت العديد من أغانيه إلى عدة لغات أهمها: اللغة الإنجليزية، واللغة الروسية، واللغة الكرواتية، واللغة البلغارية، واللغة التركية، واللغة الألبانية، واللغة الهندية، واللغة اليونانية، واللغة الفرنسية. تميٌز عمرو دياب بإدخاله آلات جديدة في موسيقاه، وابتكار أنواع مختلفة من الأغاني عبر تاريخه.
حصل عمرو دياب على جوائز عديدة خلال مشواره الفني، ومنها جوائز الموسيقى العالمية 7 مرات عن أعلى مبيعات في الشرق الأوسط في الأعوام: 1998، و 2002، و 2007، و 2014. يتجاوز عمره الفني 37 عامًا منذ انطلاق أول ألبوم له يا طريق عام 1983، وحتى ألبوم سهران عام 2020. يُعد عمرو دياب هو أول مغني عربي يدخل موسوعة غينيس للأرقام القياسية، حيث قامت المجموعة بتسجيل الفنان عمرو دياب كأول مطرب عربي يحصل على أكبر عدد من جوائز الموسيقى العالمية لأكثر مبيعات في الشرق الأوسط. في عام 2019 حقق عمرو دياب المرتبة الأولى لأكثر الفنانين العرب استماعًا حول العالم، وذلك عبر تطبيق الموسيقى «أنغامي»، حيث وصل عدد المستمعين إلى 147 مليون و 500 ألف مستمع. كما أن عمرو دياب يُعد أول فنان عربي يحصل على لوحة إعلانية ضخمة في نيويورك، حيث عرض تطبيق سبوتيفاي صورة المغني المصري عمرو دیاب على لوحة إعلانات سبوتيفاي في ساحة ميدان التايمز في مدینة نیویورك، والتي تُعّد إحدى المعالم السیاحیة الشهیرة في المدينة. قام عمرو دياب بحملات إعلانية للعديد من الشركات العالمية كشركة بيبسي، وفودافون، وأورنج مصر (موبينيل سابقًا).

## النشأة
ولد عمرو عبد الباسط عبد العزيز دياب في 11 أكتوبر 1961 في مدينة بورسعيد، وعائلته من قرية سنهوت التابعة لمركز منيا القمح في محافظة الشرقية، ووالدته من مدينة بور سعيد المصرية. ينتمي عمرو دياب لعائلة دياب بمحافظة الشرقية، حيث تتوارث العائلة عمودية قرية سنهوت منذ قرابة 200 عام. عمل والده، عبد الباسط دياب، لدى شركة قناة السويس كَرئيس للإنشاءات البحرية وبناء السفن، وكان ذا صوتٍ جميل مما جعله يشجع ابنه على الغناء. اصطحب معه عمرو عندما بلغ السادسة من عمره إلى مهرجان في بورسعيد 23 يوليو 1967، وزار هُناك محطة الإذاعة المحلية، فكان أول ظهور إذاعي له حيثُ غنى النشيد الوطني المصري (بلادي بلادي). أعجب بصوته محافظ بورسعيد مما جعله يهديه قيثارة. ولكن بعد نشوب حرب 1967 قامت السلطات المصرية بِجلاء سُكان محافظات القناة. اضطرت عائلة عمرو دياب إلى العودة إلى مسقط رأس والده في قرية سنهوت بمركز منيا القمح بِمُحافظة الشرقية، واستقرت هناك. وحصل على درجة البكالوريوس في تخصص الموسيقى العربية من أكاديمية الفنون عام 1983 بدأ مسيرته الفنية في نفس العام.

## حياته الشخصية
تزوج عمرو دياب من شيرين رضا وأنجب منها طفلة اسمها «نور». ثم انفصلا وتزوج بأخرى سعودية هي «زينة محمد عاشور»، وأنجب مِنها توأم هُما عبد الله وكنزي وآخر بناته جنى التي رُزق بِها في النصف الثاني من عام 2002.

## حياته الفنية
- في 1982 انتقل للقاهرة والتحق بالمعهد العالي للموسيقى العربية.
- في 1983 سجّل عمرو أول أغنية وهي الزمن (كلمات: هاني زكي، موسيقى: هاني شنودة)، وسجٌل ألبومه الأول يا طريق في نفس العام.
- في 1984 سجّل عمرو ألبومه الثاني غني من قلبك.
- في 1985 سجٌل عمرو ألبومه الثالث يا حلوة.
- في 1986 تخرج من المعهد وكان ألبوم هلا هلا، وفي نفس العام قام عمرو بأول ظهور سينمائي له مع إلهام شاهين، ويوسف شعبان في فيلم السجينتان.
- في 1987 صدر ألبوم خالصين الذي سبقه ألبوم غير رسمي آسف لا يوجد حل آخر في نفس العام.
- في 1988 كان ألبوم ميال، الذي كان فيه بداية تعاونه مع الفنان حميد الشاعري في التوزيع الموسيقي.
- في 1989 صدر ألبوم شوقنا، وفي نفس العام ظهر عمرو دياب في فيلم العفاريت مع مديحة كامل.
- في 1990 اختير عمرو ليمثل مصر في بطولة الأمم الأفريقية الخامسة حيث غنٌى باللغة الإنجليزية والفرنسية. وكانت حفلة تلفزيونية تلفزت بالقمر الصناعي في الوطن العربي وظهرت على السي إن إن ثم طرح بعدها ألبوم ما تخافيش وشوهِد الكليب في أمريكا الشمالية، وأصبح عمرو بذلك المغني العربي الشاب الأول الذي يدعى في مركز كندي في واشنطن. هذا الحفل عُرض في التلفاز في العالم العربي وفي إذاعة CNN. وفي نفس العام صدر ألبوم ما تخافيش وقد صوّر الأغنية في منزل عمرو بالقاهرة وقد ظهرت زوجته السابقة الممثلة شيرين رضا فيه.
- في 1991 أصدر ألبوم حبيبي وقد تم استخدام الساكسفون لأول مرة في عمله وأصدرته شركة صوت الدلتا.
- في 1992 أصدر ألبوم أيامنا، الذي وزعه حميد الشاعري، وقد احتوى الألبوم على أغنيته الشهيرة الماضي، وفي نفس العام قام بأداء فيلم آيس كريم في جليم الذي قام ببطولته إلى جانب عدد من النجوم منهم: سيمون وعزت أبو عوف وحسام حسني وأشرف عبد الباقي وجيهان فاضل وحسين الإمام وعلاء ولي الدين، وإخراج خيري بشارة. وقد أصدر ألبومًا يتضمن أغاني الفيلم في نفس العام.
- في 1993 صدر ألبوم يا عمرنا ليثبت شعبيته مع الجماهير وخصوصًا أغنية كان عندك حق. وفي نفس العام افتتح مهرجان مصر السينمائي بفيلم عمرو ضحك ولعب الذي قام ببطولته إلى جانب الممثل العالمي عمر الشريف والممثلة يسرا. ومن إخراج مدير التصوير طارق التلمساني في أول تجربة إخراجية له.
- في 1994 كان ألبوم ويلوموني الذي يظهر فيه لأول مرة اندماج عمرو مع الجيتار الإسباني. وصدر في نفس العام ألبوم ذكريات الذي يحتوي على أغاني فيلم ضحك ولعب وجد وحب.
- في 1995 صدر ألبوم راجعين وكان من إنتاج صوت دلتا.
- في 1996 كان بداية تعامل عمرو مع عالم الفن حيث صدر ألبوم نور العين، الذي حطّم الأرقام القياسية في المبيعات في العالم العربي، وحصل بذلك على جائزة الميوزك أوورد لذلك العام (التي تُمنح لأعلى مبيعات محقة في المنطقة كل عام)، كما انتشرت أغنية نور العين في أنحاء العالم.
- في 1997 قام عمرو بإصدار ألبوم يتضمن ريمكسات لأغنية نور العين باللغة الإنجليزية. كان الأكثر شعبية في ساحات الرقص في أوروبا وربح دياب ثلاث جوائز وهم (أفضل فيديو كليب – أفضل أغنية – فنان السنة) في المهرجان العربي الثانوي.
- في 1998 أًصدِر ألبوم عودوني وفد نجح الألبوم والكليب بشكل عظيم وأخذ عمرو دياب جوائز مانكو العالمية، جائزة فنان العالم الأكثر رواجًا من الشرق الأوسط. وقد صوّر الفيديو كليب على ضفاف نهر النيل.
- في 1999 غنٌى أنا مهما كبرت صغير تقديرًا للفنانين العظام مثل عبد الحليم وأم كلثوم. ثم يطرح بعدها ألبوم قمرين في 28 يوليو يغني فيه دويتو مع النجم الجزائري الشاب خالد، في أغنية قلبي. ومع المطربة اليونانية أنجيلا ديميتريو. ثم ذهب دياب ليتجول بأمريكا هو وعائلته ليلدا المولودان التؤام في واشنطن في 4 ديسمبر وهما كنزي وعبد الله.
- في 2000 تم إصدار ألبوم تملي معـاك، الذي حقق نجاح كبير في مصر والدول العربية. الذي صوّر فيه أغنيتين هما تملي معاك صورها في دولة التشيك، وصوّر أيضًا أغنية العالم الله، وقد تم بعد ذلك غناء تلك الأغنيتين من عدد من المغنيين في العالم وبعدة لغات.
- في 2001 قام بتصوير كليب القدس دي أرضنا ومن ثم يأخذ أفضل فيديو كليب في مهرجان الفيديو كليب العربي بالإسكندرية وكان هذا من إخراج المخرج شريف صبري. ثم يطلق ألبوم أكتر واحد بيحبك وكليب ولا على باله الذي حقق نجاحًا وصوره في لندن وقد امتزجت هذه الأغنية بين موسيقى التكنو والموسيقى العربية وقد تعاون فيها مع مغني الراب ساند مان.
- في 2002 أدى عمرو دياب العديد من الحفلات في مصر ولبنان والكويت. وفي 6 مارس، يربح عمرو جائزة الميوزك اوورد (عن الفنان العربي الأكثر رواجا)، وكانت هذه الجائزة من أهم الجوائز التي حاز عليها عمرو وهي جائزة ثبتته عالميًا.
- في 2003 يأتي عمرو بألبومه علم قلبي عام 2003 ثم يذهب في جولة لدول الخليج ويتضمن مهرجان دبي للتسوق، عمان، ثم لشرم الشيخ ثم الأردن ومارينا في مصر ودمشق ثم تحدث الخلافات بين عمرو دياب ومحسن جابر ويحدث خلل في العلاقة لأسباب إنتاجية.
- في 2004 وقع عقدا مع روتانا تاركا شركة عالم الفن ثم ظهر في حفلات ليالي دبي وهلا فبراير ثم أصدر ألبوم ليلي نهاري، وصور أغنية الألبوم بالتعاون مع المخرج Casey Cameron طرابلس (بلبنان) ثم الحفلات الموسيقية الصيفية في قرطاج وفي سوريا، وقد حقق انتشارًا ونجاحًا مبهران. ثم قام بحفلات في الولايات المتحدة وأوروبا وأستراليا.
- في نهاية 2005، أصدر عمرو دياب ألبوم كمل كلامك، وقد صور أغنية ومالو في مدينة لندن من إخراج لؤي حيدر.
- في 2007 كان ألبوم عمرو الليلادي الذي حقق مبيعات ضخمة من أول أيام إصداره حيث بيعت مليوني نسخة في أقل من أسبوعين، وصوّر أغنية نقول إيه في كاليفورنيا في الولايات المتحدة وكانت من إخراج مروان حامد وقد ظهرت معه الممثلة ناتالي مارتينيز التي مثّلت في المسلسل الأمريكي Fashion House وقد استحق عمرو عن هذا الألبوم جائزة الموسيقى العالمية عن العالم العربي للمرة الثالثة فيكون بذلك المطرب العربي الوحيد الذي حصل على هذه الجائزة لثلاث مرات.
- في عام 2009 طرح ألبوم وياه الذي قُدرت مبيعاته بأكثر من 3 ملايين نسخة. حصل عمرو دياب على جائزة أفريقا ميوزك أورد.
- في عام 2010، كان ميني ألبوم أصلها بتفرق، وقد شمل الألبوم 3 أغاني فقط. حصل عمرو دياب على جائزة أفريقا ميوزك أورد.
- في عام 2011 طرح ألبوم بناديك تعالى ويبدو أنه حقق نجاحًا كبيرًا منذ صدوره حتى الآن. حققت أغنية بناديك تعالى المركز الثاني على موقع يوتيوب كأعلى نسبة مشاهدة. حصل الألبوم على مبيعات عالية عالميًا على موقع أي تيونز وقام بتصوير كليب بناديك تعالى وأصدره في نهاية العام.
- في عام 2012 أطلق عمرو دياب أكاديمية لإكتشاف المواهب على اليوتيوب. وفي شهر نوفمبر أصدر أغنيتين منفردتين «ورضيت» و «عايش معاك».
- في عام 2013 طرح ألبوم الليلة وحقق أصداء قبول هائلةً لدى جماهيره.
- في عام 2014 طرح ألبوم «شفت الأيام» في الأسواق للحجز المسبق فقط ورغم ذلك فقد تصدر الألبوم أعلى مبيعات في الشرق الأوسط مِثل مصر والسعودية والإمارات وقطر ولبنان.
- في عام 2016 طرح عمرو دياب ألبوم أحلى وأحلى.
- في عام 2016 طرح ألبوم من أسماء الله الحسنى
- في نفس العام (2016) أطلق ألبوم أحلى وأحلى - النسخة الصيفية والذي يحتوي على ريمكسات أغاني ألبوم أحلى وأحلى.
- في شهر فبراير عام 2017 قام بإصدار كليب أغنية معاك قلبي ضمن ألبومه أحلي وأحلي والذي قام بتصويره في قلعة محمد علي بالعاصمة المصرية القاهرة وحقق نسبة مشاهدات كبيرة منذ بداية إصداره.
- في أغسطس 2017 طرح عمرو دياب ألبوم معدي الناس.
- في سبتمبر 2018 طرح عمرو دياب ألبوم كل حياتي.
- في أغسطس 2019 طرح عمرو دياب ألبوم (أنا غير).
- في فبراير 2020 طرح عمرو دياب ألبوم (سهران).

### المشاركات الدولية
- أول لقاء لـ«عمرو دياب» مع العالمية كان من خلال دورة الألعاب الإفريقية عام 1991، حيث اختير ليغني في حفل افتتاح الدورة أغنيته الشهيرة «أفريقيا» بالعربية والإنجليزية والفرنسية. وقد تناقلت القنوات العربية هذا الحفل، وتمت الإشارة إليه على شاشة قناة CNN العالمية.
- ألبوم «نور العين» عام 1996، الذي حقق أعلى المبيعات في سوق الكاسيت في الشرق الأوسط، ودوّى نجاحه عالميًا أيضًا مع النسخة الإنجليزية من «نور العين» التي حملت اسم «حبيبي» التي أثارت ضجة في عديد من دول العالم مثل الهند وفرنسا وإيران وباكستان والأرجنتين وأفغانستان وتشيلي وجنوب أفريقيا، وصارت أشهر أغاني الرقص في صالات الديسكو في أوروبا.
- نال ثلاث جوائز دفعة واحدة في المهرجان العربي السنوي، وجاء التتويج العالمي في حفل الميوزك أوورد في مايو 1998 في موناكو، في حضور العديد من نجوم العالم مثل سيلين ديون وستيفن سيغال وباكستريت بويز.
- بدأ «دياب» تعاونه مع المطربين العالميين، فغنّى مع المطرب الجزائري الشاب خالد أغنية «قلبي»، وغنٌى مع المطربة اليونانية أنجيلا ديميتريو أغنية «أنا بحبك أكتر».
- نال «عمرو دياب» جائزة الميوزك أوورد World Music Award سبعة مرات عام 1996 عن «نور العين»، وعام 2001 عن ألبوم «أكتر واحد» وعام 2007 عن ألبوم «الليلة دي» وعام 2013 عن ألبوم «الليلة» (والذي حصل فيه على ثلاث جوائز: أفضل مطرب في مصر، أفضل مطرب في الشرق الأوسط رجال، وأفضل فيديو كليب)
- إلى جانب قيام عمرو بتقديم دعايات بيبسي بجانب أكبر نجوم العالم من أمثال «بريتني سبيرز» و«بيونسيه» و«جينيفر لوبيز» و«ديفيد بيكهام».
- أغنية «أصلها بتفرق» تحصل على أفضل أغنية أجنبية في إسبانيا عام 2011.[17]
- الشركة العالمية التي قامت بتوزيع وإنتاج ألبومات عمرو دياب للعالم:

| 1. أريولا الألمانية 2. هوت ريكوردس الألمانية 3. إيمي ميوزك اليونانية 4. إيمي ميوزك العربية 5. إيمي ميوزك التركية 6. إيمي ميوزك الكندية - هيميسفير | 1. إيمي ميوزك الأوروبية 2. إيمي ميوزك الدولية 3. وورلد ميوزك نيتورك الأمريكية 4. جورج في ريكوردس الفرنسية 5. بوتومايو وورلد ميوزك الأمريكية 6. واجرام ميوزك الفرنسية | 1. فيرجين الدولية 2. ناسينت الإنجليزية 3. ميلانو 2000 الإيطالية 4. ريفيرب ميوزك الإنجليزية 5. توست ريكوردس الإيطالية 6. وارنر براذرز الفرنسية |

- الموسيقيين العالميين الذي تعامل معهم عمرو دياب على مدار مسيرته الفنية:

| 1. ستيوارت كريشتون - مؤسس موسيقى البروجريسف هاوس 2. فرانك فون ديم بوتلينبيرج - ألمانيا 3. جورج إيفرس - ألمانيا 4. شاظ (ديديا ديليسال) - فرنسا 5. كلوب هيدز (كون جرونفيلد وآدي فان دير زوان) - هولندا 6. فانك فورس (ليون وماتهو روبيرتس) - المملكة المتحدة 7. ريذيم ماسترز (روبيرت بروس شيت كاتي وستيف ماك) - الولايات المتحدة الأمريكية | 1. بيت بيتشل - المملكة المتحدة 2. سايمون جاردنر - المملكة المتحدة 3. أندي جرين وود - المملكة المتحدة 4. كيفان جالاغر - المملكة المتحدة 5. جون بيشوب - المملكة المتحدة 6. خوان سيرو - إسبانيا 7. شاكيرا - كولومبيا |

- عمرو دياب في أفلام عالمية:

1. أغنية ولا على بالو في الفيلم الفرنسي ديفاين انترفينشن الصادر في 2 أكتوبر 2002
2. أغنية عودوني في الفيلم الإسباني ذا دانسير أبستيرز الصادر في 20 سبتمبر 2002
3. العالم الله، ونور العين في المسلسل التلفازي البرازيلي أو كلون، الصادر في 1 أكتوبر 2001
4. نفس المكان في الفيلم العالمي الأمريكي دابل وامي، الصادر في 3 أغسطس 2001
5. تملي معاك ونور العين في فيلم فرنسي كوميدي الصادر في 15 مارس 2009
6. نور العين في المسلسل التلفازي العالمي الأمريكي مالكولم إن ذا ميدل، في الموسم الرابع، والحلقة الرابعة، واسم الحلقة: فتاة حمقاء أو ستيوبد غيرل. الدقيقة 1:08. المسلسل صادر في 9 من يناير عام 2000
7. أغنية تملي معاك في الفيلم الأمريكي جاست لايك في عام 2012
8. موسيقى أغنية حبيبي ولا على باله في الفيلم الأمريكي الديكتاتور عام 2012

- كتب تذكر عمرو دياب:

1. Mediterranean Mosaic By Goffredo Plastino
2. Egypt By Virginia Maxwell, Mary Fitzpatrick, Siona Jenkins, Anthony Sattin
3. World Music By Simon Broughton, Mark Ellingham, Richard Trillo, Orla Duane, Vanessa Dowell
4. Teens in Egypt By Barbara A. Somervill
5. Syria & Lebanon By Terry Carter, Lara Dunston, Andrew Humphreys, Damien Simonis
6. World Music By Richard Nidel
7. The Mediterranean in Music By David Cooper, Kevin Dawe
8. The Middle East By Library Information and Research Service
9. إLet's Go Egypt By Let's Go, Inc.، Joey Shabot, Dave Newman, Elizabeth Ogburn, Charlotte

### الحفلات
رغم قلة عدد حفلات «عمرو دياب» نسبيًا مقارنة بغيره من المطربين، إلا أنها تحظى بتغطيات إعلامية متميزة وواسعة، وأبرز حفلاته في مصر تلك التي يحييها في أعياد رأس السنة في فنادق القاهرة الكبرى، وأحيانًا في دبي. هناك أيضًا حفلات الجامعات الخاصة، فهو نجم حفل كرنفال الجامعة الأمريكية خلال السنوات الثلاث الأخيرة مثلًا، ونجم حفل الترحاب للجامعة الألمانية في العامين الماضيان.
على المستوى العالمي، جولات «عمرو دياب» لا تنقطع ما بين الولايات المتحدة وكندا وأوروبا وأستراليا.
إلى جانب ذلك يقوم عمرو دياب بإحياء حفل سنوي في بورتو مارينا في الصيف.

### الألبومات الرئيسية
طرح عمرو دياب منذ بداية مشواره الفني في 1983 حتى الآن 30 ألبوم استوديو رسمي، أنتجتها له 4 شركات إنتاج مختلفة بالإضافة لشركة إنتاجه الخاصة ناي فور ميديا والتي بدأت إنتاجها منذ 2016. تنوعت واختلفت موسيقى عمرو دياب منذ بدايته وحتى الآن، وتنوعت اختياراته الموسيقى في تلك الألبومات أيضًا. وبالرغم من تركيز الألبومات الحديثة على الأغاني ذات الإيقاع الغربي السريع، استمر عمرو دياب بإضافة طابع شرقي في جميع أغانيه. وبشكل رئيسي، فإن ألبوماته الرئيسية تحتوي على 10-12 أغنية، باستثناء ألبوم أصلها بتفرق والذي صدر بثلاثة أغاني فقط كألبوم مصغر.

### أغاني منفردة
| 1. النجاح 1983 2. فرسان آسيا 1984 3. يا ثانوية صم 1984 4. القدس دي أرضنا 2001 5. روح قلبي 2001 6. بحبك نفسي اقولهالك 2002 7. سلمتلك 2003 8. يا ناسي وعدك 2004 9. كان نفسي أعرف 2004 حفلة 10. أنا دلوقتي 2005 11. لسا حبايب 2006 حفلة 12. اللّٰه عليها 2007 13. وحياة عنيك 2008 14. اللي بيني وبينك 2009 | 1. حنية الدنيا 2009 2. لو قادر 2009 3. لما قابلتك 2009 4. عودت قلبي (حفلة) 5. الحلم ده حلمنا 2010 6. أنت الوحيد 2010 7. ياما 2010 8. أصلها بتفرق 2010 9. بتحبيه 2010 حفلة 10. مكنتش ناوي 2010 11. لأ يستاهل 2011 12. مصر قالت 2011 13. لسا خيالي 2011 حفلة 14. في حاجة فيك 2012 | 1. ورضيت 2012 2. عايش معاك 2012 3. دوام الحال 2013 4. مش كل واحد 2015 5. عودت قلبي 2015 حفلة 6. قال فاكرينك 2013 حفلة 7. يا حب دوبنا 2015 8. بلاش تبعد 2015 9. الله عليها 2015 10. زي الحلم حفلة 11. كان باين من سلامها حفلة 12. أمانه عليك ما تنساني حفلة 13. مفيش حاجة اسمها عادي حفلة 14. عايزني أقولك حفلة 15. بحب عيونك إنت حفلة | 1. أنا أحب الضحكة حفلة 2. هقدر أبعد قد إيه حفلة 3. وعرفت قيمتك لما بعدت حفلة 4. حاول تنسى حفلة 5. كله عادي حفلة 6. مين فينا بقى فاهم حاجة حفلة 7. أنا وهي حفلة 8. تعبت كتير وبتعلم حفلة 9. بقى ينفع كده حفلة 10. لو ضحكت حفلة 11. القاهرة 2016 12. بلاش متقولش هتسيبني 2017 حفلة 13. الفرحة الليلة |

### أهم أغاني عمرو دياب التي تمت ترجمتها
1. أشوف عنيكي غناها عمرو دياب عام 1984، ونسخ الفنان تامر حسني جزء منها و وضعها في أغنيته (قرب حبيبي) التي غناها في ألبومه (حب)الذي أصدر عام 2004م.
2. ميال غناها عمرو دياب عام 1989 م وترجمت إلى اللغة الإنجليزية والفرنسية والإسبانية.
3. ويلوموني غناها عمرو دياب عام 1994م وترجمت إلى اللغة الهندية والإنجليزية.
4. نور العين غناها عمرو دياب عام 1996م وترجمت إلى اللغة الإنجليزية واللغة الإسبانية وغنتها فرقة جيف كينج.
5. نور العين غناها عمرو دياب عام 1996م وترجمت إلى اللغة الهندية وغناها أبيجبت وسارديسي عام 2001.
6. عودوني غناها عمرو دياب عام 1998م وترجمت إلى اللغة الهندية.
7. قمرين غناها عمرو دياب عام 1999م وترجمت إلى اللغة التركية والإنجليزية.
8. تملي معاك غناها عمرو دياب عام 2000م وترجمت إلى اللغة البلغارية وغنتها إيفانا عام 2002م.
9. تملي معاك غناها عمرو دياب عام 2000م وترجمت إلى اللغة الهندية وغناها أمير جميل عام 2004م.
10. تملي معاك غناها عمرو دياب عام 2000م وترجمت إلى اللغة الروسية وغناها إفرام روسو عام 2002م.
11. تملي معاك غناها عمرو دياب عام 2000م وترجمت إلى اللغة التركية وغناها أركان هاكان عام 2006م.
12. تملي معاك غناها عمرو دياب عام 2000م وترجمت إلى اللغة الإسبانية وغناها إنتونيو كارمونا عام 2007م.
13. تملي معاك غناها عمرو دياب عام 2000م وترجمت إلى اللغة الألبانية وغناها غازي عام 2003م
14. تملي معاك غناها عمرو دياب عام 2000م وترجمت إلى اللغة اليونانية وغناها ليفيريتس بانتازيس عام 2008م
15. تملي معاك غناها عمرو دياب عام 2000م وترجمت إلى اللغة الأرمينية وغنتها أولجا عام 2004م
16. تملي معاك غناها عمرو دياب عام 2000م وترجمت إلى اللغة الأرجنتينية وغنتها أندريا بيلا عام 2004م
17. تملي معاك غناها عمرو دياب عام 2000م وترجمت إلى اللغة الإنجليزية وغنتها فرقة أوت لانديش عام 2005م
18. قلبي اختارك عناها عمرو دياب عام 2000م وترجمت إلى اللغة الهندية وغنتها Sunidhi عام 2001م في فيلم (ريتشي) عام 2002
19. العالم الله غناها عمرو دياب عام 2000م وترجمت إلى اللغة البلغارية وغنتها مالينا عام 2002م
20. العالم الله غناها عمرو دياب عام 2000م وترجمت إلى اللغة الروسية وغناها إفرام روسو عام 2001م
21. العالم الله غناها عمرو دياب عام 2000م وترجمت إلى اللغة الهندية وغناها سونو نيجام عام 2002م
22. العالم الله غناها عمرو عام 2000 وترجمت إلى اللغة الأجنبية عام 2008
23. العالم الله غناها عمرو عام 2000 وترجمت إلى اللغة التركية عام 2007
24. بعترف غناها عمرو دياب عام 2000م وترجمت إلى اللغة الهندية وغناها Udit Narayan في فيلم «ريشتي» عام 2002م
25. وهي عاملة إيه غناها عمرو دياب عام2000م وترجمت إلى اللغة الإيرانية وغناها تانهي عام 2006م
26. وحشنيني غناها عمرو دياب عام 2004م وترجمت إلى اللغة التركية عام 2006م
27. تنسى واحده غناها عمرو دياب عام 2004م وترجمت إلى اللغة التركية عام 2005م
28. قصاد عيني غناها عمرو دياب عام 2004م وترجمت إلى اللغة الروسية عام 2006م
29. قصاد عيني غناها عمرو دياب عام 2004م وترجمت إلى اللغة الكرواتية عام 2006م
30. قصاد عيني غناها عمرو دياب عام 2004م وترجمت إلى اللغة الرومانية عام 2006م
31. ريحة الحبايب غناها عمرو دياب عام 2004م وترجمت إلى اللغة التركية عام 2006م
32. خد قلبي معاه غناها عمرو دياب عام 2004م وترجمت إلى اللغة الألبانية عام 2006م
33. ليلي نهاري غناها عمرو دياب عام 2004م وترجمت إلى اللغة الإسبانية عام 2006م
34. بتخبي ليه غناها عمرو دياب عام 2005م وترجمت إلى اللغة التركية عام 2006م
35. معاك بجد غناها عمرو دياب عام 2005م وترجمت إلى اللغة الهندية عام 2007م
36. الله لا يحرمني منك غناها عمرو دياب عام 2005م وترجمت إلى اللغة الإسبانية
37. قصاد عيني غناها عمرو دياب عام 2004م وترجمت إلى الإسبانية
38. نقول إيه غناها عمرو دياب عام 2007م وترجمت إلى الهندية والعبرية
39. كله إلا حبيبي ترجمت إلى الروسي 2010
40. خليك معايا ترجمت إلى الإنجليزية 2010
41. وياه ترجمت إلى الفرنسية 2011
42. آه من الفراق ترجمت إلى التركية 2010
43. أغلى من عمري غناها عمرو عام 2011 وترجمت إلى الهندية والبلغارية عام 2013
44. الليلة غناها عمرو عام 2013 وترجمت إلى الإنجليزية في نفس العام

### الجوائز
- دخل عمرو دياب موسوعة جينيس عام 2016 بتحقيق رقم قياسي لأكثر عدد جوائز الموسيقى العالمية لأكثر عدد مبيعات من فنان في الشرق الأوسط [28][29]
- تصدر قائمة فوربس العالمية لأهم 100 شخصية وأفضل 10مطربين عرب 2017
- جائزة الديرجست أفضل مطرب وأفضل ألبوم 2017
- الافريما أورد أفضل فنان أفريقيّا للمرة ال8 أكثر فنان عربي حصولاً عليها 2017
- الافريما أورد أفضل فنان أفريقيا 2016

جائزة اليوتيوب الفضية عن مشاهدات ألبوم أحلى وأحلى (أول فنان عربي) 2016
- جائزة اليوتيوب الذهبية (أول فنان عربي) 2015
- جائزة الورلد ميوزك أورد لعام 2014 ومن خلالها فاز بثلاثة جوائز أفضل مطرب عربي وأفضل مطرب مصري وأفضل ألبوم ألبوم الليلة وهو المطرب العربي الوحيد الذي حقق هذا [30]
- جائزة أفضل ألبوم [ ألبوم الليلة ][31] في الشرق الأوسط مقدمة من الميما ميوزك أورد عام 2014
- من أقوى 100 شخصية عربية ضمن قائمة «أربيان بيزنيس» عام 2014 [32]
- ثالث أحسن مطرب في العالم عام 2014 [33]
- جائزة الدير جيست أفضل مطرب وأفضل ألبوم عام 2013 [34]
- المطرب الأكثر بحثا على موقع جوجل 2013 [35]
- جائزة الشرف للموسيقى العالمية عام 2012 في برلين ألمانيا [36]
- حصلت أغنية أصلها بتفرق على أفضل أغنية أجنبية في إسبانيا عام 2011[17]
- جائزة أفضل مطرب شمال أفريقيا التي تم منحها في مسابقة(أفريقيا ميوزيك أورد), كما فاز أيضا بجائزة أفضل مطرب رجال 2010.
- جائزة البيج آبل ميوزك اورد عام 2009[37]
- جائزة أفضل مطرب وأفضل أغنية (وياه) وأفضل كليب (وياه) وأفضل ألبوم (وياه). في استفتاء مجلة الدير جيست السنوية 2009
- جائزة أفضل مطرب في أفريقيا التي يتم منحها في مسابقة (أفريقيا ميوزيك اورد)، كما فاز أيضا بجائزة أفضل مطرب رجال، وأفضل أغنية عن أغنية (وياه) وأفضل فيديو كليب (وياه) 2009.
- رشح عام 2008 لحضور حفل توزيع جوائز ورلد ميوزك أوورد بسبب حصوله على هذه الجائزة أكثر من مرة
- جائزة أحسن مطرب في العالم العربي مقدمة من قناة العربية الإخبارية باستفتاء لعدد كبير من النقاد لعام 2007
- جائزة ورلد ميوزيك أوورد عن ألبوم الليلادي عام 2007
- حصل على جائزة نادي روتاري عام 2005
- كما حصل على جائزة أحسن مطرب مصري وعربي واليوم كمل كلامك على أحسن ألبوم وأغنية ومالو حصلت على أحسن أغنية مقدمة من قناه النيل الفضائية عام 2005
- حصل عمرو على أفضل مطرب عربي مقدمة من محطة راديو نجوم إف إم عام 2005
- حصل عمرو دياب على جائزة أفضل مطرب وألبوم ليلي نهاري على أفضل ألبوم من راديو نجوم إف إم عام 2004
- حصل الأسطورة على جائزة أحسن مطرب في مهرجان إل جي الغنائي عام 2003
- حصل عمرو دياب على جائزة أحسن مطرب وكليب أنا عايش على جائزة أحسن فيديو كليب من قناه النيل الفضائية عام 2003
- جائزة ورلد ميوزيك أوورد عن ألبوم أنا أكتر واحد بحبك عام 2001
- حصل كليب تملي معاك على جائزة أحسن فيديو كليب وحصل عمرو على جائزة أحسن مطرب في استفتاء محطة راديو الشرق الأوسط ومن قناة النيل الفضائية عام 2000
- رشح عمرو دياب لجائزة الجرامي أورد كأفضل أغنية للمرة الثانية عن أغنية تملي معاك
- فاز عمرو باستفتاء محطة راديو الشرق الأوسط لأحسن مطرب عن ألبوم قمرين عام 1999
- حصل الأسطورة على جائزة الإسطوانة البلاتينية للمرة الخامسة عن ألبوم نور العين عام 1998
- حصل عمرو دياب على جائزة أفضل مطرب وأغنيه نور العين على جائزة أفضل أغنية في مهرجان أبوظبي الأول للموسيقى العربية بالإمارات عام 1997
- جائزة ورلد ميوزيك أوورد عن ألبوم نور العين عام 1996
- جائزة أوسكار الحلم العربي عن ألبوم نور العين عام 1996
- حصلت أغنية نور العين على جائزة أحسن أغنية من محطة راديو الشرق الأوسط وحصل عمرو دياب على جائزة تقديرية من الأكاديمية البحرية بالإسكندرية عام 1996
- رشح عمرو دياب لجائزة الجرامي أورد عام 1996 عن أغنية نور العين أغنية وكان أول مغني عربي يرشح لهذه الجائزة
- حصل عمرو دياب على جائزة أحسن مطرب وجائزة أحسن أغنية راجعين من محطة راديو الشرق الأوسط عام 1995
- حصل عمرو دياب على جائزة أفضل مطرب من مجلة حريتي عام 1993
- حصل ألبوم يا عمرنا على جائزة الإسطوانة البلاتينية للمرة الرابعة عام 1993[38]
- حصل ألبوم أيامنا على جائزة الإسطوانة البلاتينية للمرة الثالثة عام 1992
- جائزة الأسطوانة الذهبية عن ألبوم حبيبتي عام 1991
- حصل ألبوم حبيبي على جائزة الإسطوانة البلاتينية للمرة الثانية عام 1991
- حصل ألبوم ما تخافيش على جائزة الإسطوانة البلاتينية عام 1990
- تم اختيار أغنية ميال من ضمن أحسن خمسين أغنية في العالم وتم ترجمتها إلى أكثر من 5 لغات عالمية عام 1989
- جائزة أحسن مطرب في الوطن العربي عام 1988 على ألبوم (ميال)
- حصل عمرو دياب على أول جائزة في حياته حيث أهداه محافظ بورسعيد غيتار وحصل على اعتراف منه عام 1967

### الملحنين والشعراء والموزعين
تعاون الفنان عمرو دياب مع مجموعة من الشعراء والملحنين منهم:
- الملحن والموزع هاني شنودة: مكتشف عمرو دياب ويعتبر هو أول من قدمه للجمهور ولحٌن ووزع أول ألبوماته (يا طريق) بالإضافة لبعض الأغاني الأخرى مثل (أمي الحبيبة - صوت وادي النيل - الزمن)
- حميد الشاعري: أكثر موزع تعامل معه الهضبة منذ ألبوم خالصين حتى قمرين. ويعتبر حميد الشاعري هو الذي نقل عمرو دياب إلى العالمية من خلال أغنية نور العين 1996 حسب ما ذكر عمرو دياب في برنامج الحلم.
- الشاعر والملحٌن رامي الجراح: وهو يحمل الجنسية الأردنية. وحاصل على درجة الماجستير في الهندسة بالإضافة إلى بكالوريوس من معهد الموسيقى الإسباني سيتعاون مع عمرو دياب في عدد من الأغاني عددها ثلاث أغاني وقد تداول الصحفيون اسمه بكثرة في الفترة الأخيرة لأنه ملحن معروف في أوروبا ولمع اسمه عام 2006 في أغنية Cancion del Mariachi. وتم الاتفاق مع دياب على ثلاث أغاني منها أغنية باللغة الإسبانية- العربية ").
- الملحن عمرو مصطفى: ملحن شاب تعاون مع (عمرو دياب) في أكثر من عمل ويعد عمرو دياب هو مكتشف عمرو مصطفى لأن أول أغنية لحّنها عمرو مصطفى لعمرو دياب كانت خليك فاكرني
- الشعراء: عادل عمر، مدحت العدل، بهاء الدين محمد، أيمن بهجت قمر، نادر عبد الله ، أحمد شتا، مجدي النجار، خالد تاج الدين، تامر حسين، هاني عبد الكريم، أمير طعيمة.
- الشاعر: عبد المنعم طه : اكتشفه عمرو دياب وكانت أول أغنية من تأليفه هي (عودوني - كل الكلام) من ألبوم عودوني وفي ألبوم وياه اغنيتي (إلا حبيبي - وحياتي خليكي)
- الملحن محمد رحيم: اكتشفه عمرو دياب وكانت أول أغنية من تلحينه هي (و غلاوتك) في ألبوم عودوني.
- الملحن بدري كلباش في أغنية أنت الغالي عام 2007 وطمني عام 2009،
- الملحن خالد عز ومن أشهر الأغاني التي لحنها هي أغنية علم قلبي عام 2003 و أغنية بعد الليالي عام 2002 .
- والملحن والشاعر محمد مجدي التابعي والشاعر محمد رفاعي وغيرهم من جيل الشباب.
- الموزع حسن الشافعي : بدأ العمل مع عمرو دياب في ألبوم الليلادي الذي حصل على جائزة الموسيقى العالمية وقام بتوزيع ألبوم وياه بالكامل.
- الملحن الليبي ناصر المزداوي والذي قام بتلحين أغنية «نور العين».
- الملحن تامر علي.
- الموزع عادل حقي: بدأ مع عمرو دياب في ألبوم كمل كلامك بتوزيع أغنيتين هما (أغيب) و (قدام عيونك) ، ثم عاد للتعاون معه في الميني ألبوم أصلها بتفرق 2010 وهو مستمر معه لحد الآن.
- الموزع أسامة الهندي: بدايته مع عمرو كانت كمهندس صوت ، ثم بدأ العمل معه كموزع موسيقي في الأدعية ثم في ألبومي (الليلة) و ( شفت الأيام ) إضافةً إلى بعض الأغاني المفردة مثلها (دوام الحال) و ( مش كل واحد ) وهو مستمر معه لحد الآن.
- الموزع شريف مكاوي : في الأغنية الوطنية ( بلاش تبعد ).

## عمرو دياب كملحن
لحّن عمرو دياب لنفسه حوالي 97 أغنية حتى العام 2018، هي كالتالي :
| 1. هلا هلا 1986 2. مية مية 1986 3. عيني منك 1987 4. لو قال 1987 5. توبة 1988 6. نعشق القمر 1988 7. ليه 1989 8. ليلي ( كرؤية لحنية ) 1989 9. متخافيش 1990 10. زي الزمان 1990 11. ونندم مع حجاج عبد الرحمن 1990 12. مشغول 1990 13. رح أقولك أيه 1990 14. الله يخليكي 1990 15. أجمل ما فيكي 1990 16. أفريقيا 1990، 1994 17. حبيبي 1991 18. ورماني الشوق 1991 19. إيه بس اللي رماك 1991 20. ناوي تعاتب 1991 21. إخترتك 1991 22. أنا عاشق 1991 23. مستغرب ليه 1991 24. آيس كريم في جليم 1992 25. رصيف نمرة 5 1992 26. حتمرد 1992 27. أنا حر 1992 28. دانا 1992 29. بس أنت تغني وإحنا معاك 1992 | 1. أيامنا 1992 2. عرفتي مين حبك 1992 3. طبع الحياة مع حميد الشاعري 1992 4. ذكريات 1994 5. الحب ابتدى 1994 6. قلوب 1994 7. يا عمرنا 1993، 1994 8. ضحكة عيون حبيبي 1993 9. بحلم مع حسين محمود 1993 10. مرتحناش 1993 11. ماشي 1993 12. عنواني 1994 13. ملهاش حل تاني 1994 14. صدقتني 1995 15. بلاش تكلمها 1995 16. حاولت 1995 17. مش هضعف 1996 18. ليلة من عمري 1996 19. يو منهم 1996 20. ليالي العمر 1998 21. حكياتي 1999 22. العالم اللّٰه مع عمرو مصطفى 2000 23. كدة عيني عينك 2000 24. كان طيب 2001 25. أديني رجعتلك 2001 26. علم قلبي مع خالد عز 2003 27. خليني جنبك مع نادر نور 2003 28. حبيبي يا عمري مع خالد عز 2003 29. أنت مقولتش 2003 | 1. تنسى واحدة 2004 2. معاك بجد 2005 3. أيوة أنا عارف 2005 4. أغيب أغيب مع محمد يحيى 2005 5. قالتلي قول 2007 6. ضحكت 2007 7. إلا حبيبي مع محمد الأمين حسن بك 2009 8. حلوة الأيام 2009 9. مالك 2009 10. آه من الفراق 2009 11. بناديك تعالى 2011 12. هالله هالله مع عمرو مصطفى 2011 13. ألومك ليه 2011 14. معاك برتاح مع أحمد صلاح حسني 2011 15. يا ريت سنك 2011 16. مالي عينيا (كرؤية لحنية) 2011 17. هي حياتي 2011 18. يوم ما أتقابلنا 2011 19. أغلى من عمري مع عادل حقي 2011 20. عارف حبيبي 2011 21. تجربة وعدت 2011 22. أصلها بتفرق 2010 23. في حاجة فيك 2011 24. ورضيت 2012 25. أنت الوحيد 2008 26. حنية الدنيا 2008 27. القدس دي أرضنا = الحلم ده حلمنا 2001 28. واحد مننا 2010 (إهداءً لكل وطني ضحى من أجل مصر) 29. مصر قالت 2011 (تخليدًا لشهداء ثورة 25 يناير) | 1. دعاء نور على نور 1996 2. دعاء يا باقي .. رمضان 2008 3. دعاء يا غفار .. رمضان 2008 4. دعاء يا خالق .. رمضان 2008 5. دعاء يا صبور .. رمضان 2008 6. دعاء القوي 7. دعاء السلام 8. دعاء المصور 9. دعاء العفو 10. دعاء الرحمن 11. دعاء الغني 12. دعاء البر 13. دعاء الفتاح 14. دعاء الرزاق 15. دعاء الهادي 16. دعاء الله 17. دعاء البديع 18. دعاء المغني 19. دعاء الباسط 20. دعاء الحق 21. جرالي إيه 2013 22. عندي سؤال 2013 23. واهي ذكريات 2013 24. مفيش منك 2013 25. لفيتها بلاد 2013 26. جانا 2014 27. القاهرة مع أحمد حسين 2016 28. أحلى حاجة 2017 29. أول كل حاجة مع سامح كريم 2017 |

## شركات الإنتاج
- صدر أول ألبوم لعمرو دياب ( ياطريق ) 1983 من إنتاج شركة صوت الدلتا
- ومنذ عام 1984 - 1995 أنتجت ألبومات عمرو دياب بواسطة شركة صوت الدلتا.
- الألبومات من عام 1996 - 2003 أنتجت بواسطة شركة عالم الفن المملوكة من قبل محسن جابر.
- الألبومات من عام 2004 إلى 2014 أنتجت بواسطة شركة روتانا.
- في 2016 تولية شركة ناي المملوكة من قبله إنتاج ألبومه أحلى وأحلى.

### خلاف روتانا
بعد تعاون مميز استمر 11 عاما بين النجم المصري عمرو دياب وشركة روتانا والذي أسفر عن تقديم ثمانية ألبومات ناجحة من بينها ليلي نهاري وكمل كلامك والليلادي ووياه وأصلها بتفرق وبناديك تعالى والليلة ومؤخرا ألبوم شفت الأيام فقد إنفجرت الأزمات والخلافات بين الطرفين وتصريحات هجومية واتهامات متبادلة بإخلال كل طرف ببنود تعاقده إلى أن وصل الأمر للقضاء ليحكم بينهما.

## السينما
قام عمرو بعمل أربعة أفلام هي:
- ضيف شرف في السجينتان (مع إلهام شاهين، سماح أنور) وغنّى هلا هلا في عام 1988م.
- بطولته في العفاريت (مع مديحة كامل) وغنّى ميال وشوقنا أكتر في عام 1990م.
- بطولته آيس كريم في جليم (مع سيمون، جيهان فاضل في عام 1992م.
- بطولته والفيلم عبارة عن قصة حقيقية ضحك ولعب وجد وحب (مع يسرا) و(عمر الشريف) في عام 1993م.

## برنامج الحلم
برنامج من إنتاج عمرو عفيفي يتألف من 12 جزء يتناول سيرة حياة عمرو دياب ومشواره الفني وأهم الجوائز التي حصدها على امتداد 25 عاما. عُرض على محطات روتانا موسيقى وروتانا سينما والقناة المصرية الأولى وكان من المقرر أن يتم إطلاق البرنامج متزامنا مع إطلاق ألبوم عمرو دياب الجديد إلا أنه تم تأجيل إطلاق الألبوم إلى موعد لاحق. يتضمن البرنامج أيضا شهادة العديد من الموسيقيين الكبار مثل : عمار الشريعي وحلمي بكر والإعلامي وجدي الحكيم والناقد طارق الشناوي.

## الإنجازات
- أول مطرب عربي يغني أغاني عربية على طريقة Slow وهي أغنية (بعترف) 2000.
- أول مطرب عربي يجمع في أغانيه بين الألحان الشرقية والغربية في نفس الأغنية وهي أغنية (ولا على باله) 2001.
- أول مطرب عربي يغني أغاني عربية على طريقة البوب الأمريكي وهي أغنية (لو عشقاني) 2003.
- أول مطرب يستقبل على البساط الأحمر في بعض الدول كما يستقبل رئيس الجمهورية.
- أول مطرب عربي تختار أغانيه كأفضل أغاني العالم مثل أغنية ميال.
- أول مطرب عربي تُغنى أغانيه في العديد من الأفلام الأجنبية.
- أكثر مطرب بالعالم تترجم أغانيه إلى عدة لغات مختلفة.
- أكثر مطرب عربي حافظ على نجاحه طيلة ما يقرب من الثلاثين عاما دون أن يقل هذا النجاح مثلما حدث مع بني جيله.
- أكثر مطرب عربي تم تقليده من قبل الشباب وكان أوضحها بلوفر كليب تملي معاك.
- أول مطرب حصل على الميوزك أورد أربع مرات.
- أفضل مطرب بمصر يقدم موسيقى الهاوس وتصدر للخارج بالعديد من الدول الأوروبية.
- أول مطرب مصري قام بعمل إعلانات تجارية مع مغنيين ولاعبي كرة قدم عالميين مثل إعلان بيبسي.
- أول مطرب قدّم موديلز عالميات بكليباته مثل ناتالي مارتينز في كليب نقول إيه وراشيل بارنز في كليب الليلة.
- المطرب الوحيد بالعالم الذي قدم أغنية وطنية بتقنية الـ House music (أغنية بلاش تبعد).
- صنف بتاريخ 8 أغسطس 2017 في المركز الأول ضمن قائمة فوربس لأهم 100 فنان عربي ضمن إستفتاء مجلة فوربس العالمية بنسختها العربية ويعتمد التقويم على، متابعي وسائل التواصل الاجتماعي، سنوات العمل في المجال، نشاطات مؤثرة.[40][41][42][43][44][45][46][47][48][49][50]

## حملات إعلانية
قدم عمرو دياب العديد من الحملات الإعلانية على مدار مشواره الفني. فيما يلي جدول زمني للحملات الإعلانية التي قام بها:
| العلامة التجارية          | سنة الإنتاج | تفاصيل الإعلان                                                                           |
| ------------------------- | ----------- | ---------------------------------------------------------------------------------------- |
| سفن أب                    | 1988        | غنى فيه أغنية ميال.                                                                      |
| هيد آند شولدرز            | 1992        | غنى فيه أغنية ما بلاش نتكلم في الماضي.                                                   |
| أورنج مصر (موبينيل سابقًا) | 1998        | إعلان لنظام "ألو".                                                                       |
| بيبسي                     | 2001        | غنى فيه أغنية أكتر واحد.                                                                 |
| ويسترن يونيون             | 2015        | أعلن فيه عن خدمات الشركة بمشهد تمثيلي.                                                   |
| فودافون                   | 2019        | غنى فيه أغنية "لمة زمان"، وظهر معه في الإعلان أبناء عمه، وأصدقاء طفولته، وعدد من النجوم. |
| بيبسي                     | 2024        | إعلان وأغنية خليك عطشان                                                                  |

ملحوظة: التعاون بين عمرو دياب وشركة بيبسي يمتد لأكثر من 30 سنة، بدأت في عام 1988 بإعلان سفن أب وانتقلت إلى بيبسي، لتستمر حتى الآن في عدة حملات إعلانية على مدار السنوات.

## وصلات خارجية
- الموقع الرسمي
- عمرو دياب على موقع IMDb (الإنجليزية)
- عمرو دياب على موقع الدهليز
- عمرو دياب على موقع قاعدة بيانات الأفلام العربية
- عمرو دياب على موقع ميوزك برينز (الإنجليزية)
- عمرو دياب على موقع أول ميوزيك (الإنجليزية)
- عمرو دياب على موقع ديسكوغز (الإنجليزية)
- عمرو دياب على موقع قاعدة بيانات الفيلم (الإنجليزية)